# Книга пророка Захарія

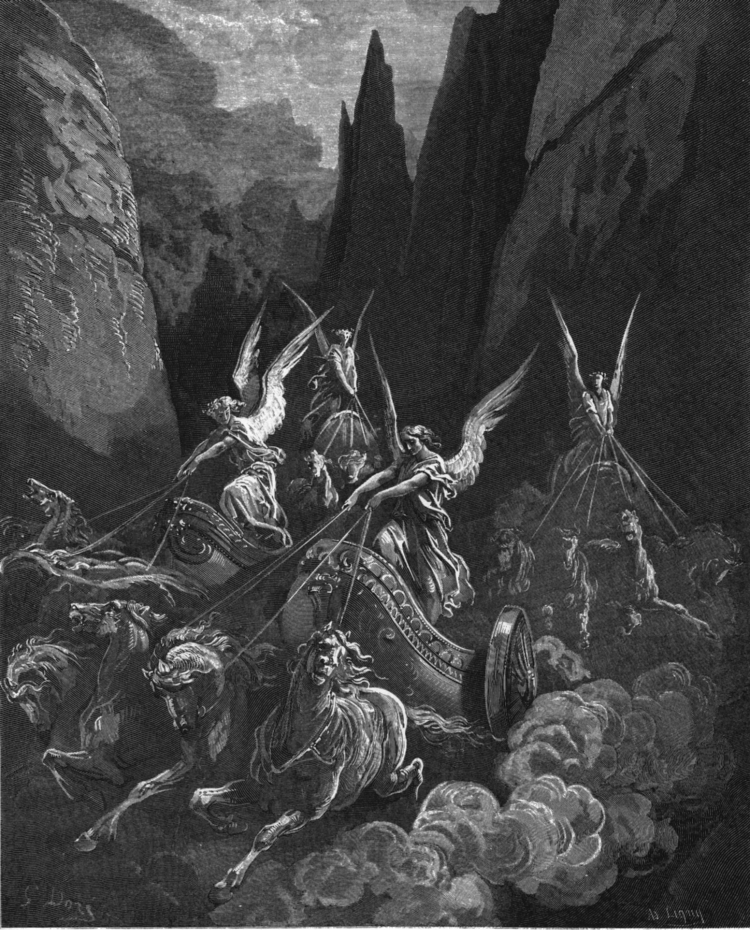
Чотири вершники у візії Захарії — (гравюра Гюстава Доре)

Кни́га проро́ка Заха́рія — книга малих пророків Старого Завіту Біблії.
Книга пророка Захарії не дуже довга, складається з чотирнадцяти розділів і ділиться на дві частини: перша містить в собі вісім початкових глав, друга — останні шість.

## Прото-Захарія
Перша частина, в якій містяться одкровення пророкові Захарії, який діяв у 520–518 р. до н. е. За свідченнями Езри (Езд. 5:1, Езд. 6:14) Захарія був сином священика. Він поділяв щиру турботу про відбудову святині. Його книга має вигляд старанно датованого щоденника і може бути розділена на три розділи. Починається вона з короткого виступу пророка у листопаді 520 р. до н. е.. Захарія нагадує про гріхи предків та заохочує своїх слухачів навернутися, обіцяючи прощення та Божу допомогу. Наступна дата — лютий 519 р. до н. е. Тоді була виголошена довга промова, яка охоплює опис восьми видінь, що мали місце правдоподібно у одну і ту ж ніч.
- Вершники, що об'їхали всю землю та заспокійливе слово Господнє
- Чотири роги — поганські народи, і прорікання їх упадку
- Юнак робить обміри Єрусалиму, маючи на увазі, що він буде розбудований. Звернення до вигнанців щодо повернення. Запрошено і поган до почитання правдивого Бога.
- Трибунал на небі, перед яким стоїть первосвященик Ісус, який отримує прощення і новий одяг.
- Золотий свічник і дві оливки, що символізують двох провідників народу- Ісуса і Зоровавела.
- Сувій на якому виписані кари для безбожних
- замкнена в ефі (посудина бл. 40 л) жінка, що уособлює безбожність. Посуд було віднесено до Вавилонії.
- Вершники на 4 колісницях — посланці Бога, вирушають на край землі, правдоподібно звершити суд над світом.

Зміст цих бачень залишається пророку невідкритим, і їх пояснює ангел (Angelus interpres) — «Не силою й не міццю, але тільки Моїм Духом, говорить Господь Саваот.»(Зах. 4:6)

Наступна промова з грудня 518 р. стосується посту. Захарія від імени Бога стверджує, що важливішим від постів є лагідність і милосердя. Ця частина книги завершується змалюванням месіянських часів.

## Девтеро-Захарія
Вважається, що розділи 9-14 книги Захарії написані автором, який жив вже після відбудови храму. Остаточна редакція могла бути зроблена бл. 250 р. до н. е. Це довільна збірка пророцтв не пов'язана у логічно цілісний твір. Перша частина (розд. 9-11) починається з опису грізної інвазії на сусідні з Юдеєю держави. Водночас заповідається, що до Єрусалиму прибуде Цар і Месія, який звістить мир. Ізраїль оновиться, повернуться вигнанці. Потім описується діяльність доброго пастиря. Засмучений, прикро вражений позицією народу, він зрікається визначеної йому Богом місії. Після цього приходить недостойний пастир, який визискує паству.

У другій частині (розд. 12-14) передовсім знаходимо згадку про напад народів на Єрусалим. Однак завдяки Божому втручанню Єрусалим чудесним способом врятовано від небезпеки. Вбито якусь таємничу постать. Ця смерть стає причиною і поштовхом до того, що всі верстви народу глибоко і щиро розкаюються і навертаються. Тоді Бог доконує внутрішні переміни: різнородне зло і ідолопоклонство усуваються з краю. Гнобителі переможені, весь народ, а також поганські народи прославляють Бога (Зах. 14:11-21).

## Пророчі передбачення подій Нового Завіту
|  | Радуйся вельми, о дочко Сіону! Викрикуй, о дочко Єрусалиму! Ось цар твій іде до тебе, справедливий і переможний, смиренний і верхи на ослі їде, на осляті, на молоденькій ослиці. (Зах. 9:9). |

 Це пророче передбачення знайшло своє наповнення у Новому Завіті Мр. 11:1-11 і збулося Входом Господнім у Єрусалим. Ця подія святкується у християнстві празником Входу господнього у Єрусалим.
- Про розп'яття Ісуса Христа: «І будуть дивитись на Мене, Кого прокололи, і будуть за Ним голосити, як голоситься за одинцем, і гірко заплачуть за Ним, як плачуть за первенцем.» (Зах. 12:10).